# Kassaly Daouda
Pour les articles homonymes, voir Daouda (homonymie).
Kassaly Daouda, né le 19 août 1983 à Niamey (Niger), est un joueur de football professionnel nigérien évoluant au poste de gardien de but au Cotonsport Garoua.

## Palmarès

### Joueur
- Champion du Niger : 2004 et 2007 avec Sahel SC.
- Vainqueur de la Coupe du Niger : 2004 et 2006 avec Sahel SC.
- Champion du Cameroun : 2008 et 2010 avec Cotonsport Garoua.
- Vainqueur de la Coupe du Cameroun : 2008 avec Cotonsport Garoua.